# Damas de Tral·les
Damas de Tral·les（en llatí Damasus, en grec antic Δάμασος) va ser un famós orador de la ciutat de Tral·les a Cilícia que menciona Estrabó. Va rebre el renom de Scombrus (Σκομβρος) i segurament és el mateix Damos Scombros que menciona Sèneca, i possiblement també és el mateix que Sèneca anomena Damascetus en un altre lloc, però no se sap res sobre ell.